# Broken Bells
Broken Bells — американський інді-поп-дует, номінований на Греммі в 2011 році, що складається з вокаліста гурту The Shins Джеймса Мерсера (англ. James Mercer, нар. 26 грудня 1970 року) та режисера, а також учасника гурту Gnarls Barkley Брайана Бертона (англ. Brian Burton, нар. 29 липня 1977 року), більш відомий під псевдонімом Danger Mouse. Офіційно гурт з'явився 29 вересня 2009 року, коли на Pitchfork з'явилося повідомлення про новий проєкт Джеймса і Брайана. Але новий проєкт не став одноразовим співробітництвом. Обидва музиканти стверджують, що у них великі плани.

## Історія
Майбутні учасники гурту познайомилися в 2004 році, на фестивалі Rockslide в Данії, але тоді вони не збиралися працювати разом, так як у кожного був свій робочий проєкт: у Джеймса The Shins, а у Брайана — DANGERDOOM. У 2008 році Бертон запросив Мерсера записати пісню «Insane Lullaby» для альбому Dark Night Of The Soul, який Денжер Маус записував з Sparklehorse. Пізніше Брайан Бертон запропонував Джеймсу Мерсеру співпрацювати, на що Джеймс погодився. Ось що говорить Мерсер про це:

Я подумав, а чому б і ні? Адже у нього (Danger Mouse) була власна студія. Це майже казка, чи не так?
— Джеймс Мерсер
Для роботи над першим альбомом Джеймс Мерсер тимчасово оселився в будинку Денжера Мауса в Лос-Анджелесі.

## Broken Bells (2010)
Роботу над цим альбомом Broken Bells почали в кінці 2008 року. Звучання цього альбому Брайан визначає як «Мелодійне, але експериментальне»
Джеймс Мерсер поділився враженнями:

Цей процес настільки захоплює. Це схоже на канікули і з цієї причини я не хочу, щоб моя дружина була в курсі того, що відбувається!
— Джеймс Мерсер
Всі пісні з цього альбому учасники гурту складали разом. За ударні, орган і синтезатор відповідав Денжер Маус, а за вокал, гітару і бас — Джеймс. Більшість матеріалу було записано в домашній студії Брайана Бертона, але партії скрипок записували на студії Burbank в Каліфорнії.
Альбом вийшов 9 березня на лейблі Columbia, але на наступному тижні він вже потрапив в Billboard 200, а також був тепло зустрінутий критиками.
Дебютний лонгплей гурту також був номінований на нагороду Греммі у 2011 в номінації «Кращий альтернативний альбом», але перемога дісталася The Black Keys. Цікаво, що Danger Mouse отримав нагороду в номінації «Кращий продюсер» за продюсування обох гуртів.

## Meyrin Fields EP (2011)
1 Березня стало відомо, що гурт готує до виходу EP «Meyrin Fields», до якого увійдуть 4 треки («Meyrin Fields», «Heartless Empire», «Windows», «An Easy Life»), які не увійшли в альбом. У продаж він надійшов 29 березня.

## After the Disco (2014)
14 лютого 2012 року в інтерв'ю радіо KINK.FM Джеймс Мерсер заявив, що Broken Bells працюють над другим альбомом. Трохи пізніше Мерсер повідомив, що Broken Bells розпочали запис альбому в листопаді 2012 року.
8 жовтня 2013 року Broken Bells анонсували новий альбом "After the Disco". 5 листопада вийшов перший сингл з нового альбому «Holding on For Life». У перший тиждень продажів After the Disco розійшовся тиражем 45000 копій, що забезпечило альбому потрапляння в чарт Billboard.
Також на підтримку альбому був знятий однойменний міні-фільм у двох частинах: «Angel and The Fool» і «Holding on for life». У головних ролях знялися Антон Єльчин і Кейт Мара.

## Дискографія

### Студійні альбоми
- Broken Bells (2010)
- After The Disco (2014)

### Міні-альбоми
- Meyrin Fields (2011)